# Запис орах код бране (Чепуре)
Запис орах код бране (Чепуре) се налази на парцели чији је власник Општина Параћин.

## Локација
| Општина             | Параћин                                                                     |
| Катастарска општина | Чепуре                                                                      |
| Потес               | Кључ                                                                        |
| Координате          | 43° 49′ 44″ С; 21° 21′ 17″ И / 43.828800000000001° С; 21.354600000000001° И |
| Надморска висина    | 123m                                                                        |

## Карактеристике
Дендрометријске вредности утврђене на терену и сателитским снимцима:
| Стабло                     | Орах |
| Висина стабла              | m    |
| Обим дебла                 | m    |
| Пречник крошње             | 6m   |
| Пречник дебла              | m    |
| Висина дебла до прве гране | m    |

## База записа
Запис је у оквиру Викимедија пројекта "Запис - Свето дрво" заведен под редним бројем 0059.